# Indiana Pacers 1977-1978
La stagione 1977-78 degli Indiana Pacers fu la 2ª nella NBA per la franchigia.
Gli Indiana Pacers arrivarono quinti nella Midwest Division della Eastern Conference con un record di 31-51, non qualificandosi per i play-off.

## Roster
| N° | Naz.                   | Ruolo | Sportivo        | Anno | Alt. | Peso |
| -- | ---------------------- | ----- | --------------- | ---- | ---- | ---- |
| 1  | Stati Uniti (bandiera) | AC    | Ron Behagen     | 1951 | 206  | 84   |
| 4  | Stati Uniti (bandiera) | GA    | Adrian Dantley  | 1956 | 196  | 94   |
| 7  | Stati Uniti (bandiera) | G     | Bobby Wilson    | 1951 | 191  | 79   |
| 8  | Stati Uniti (bandiera) | G     | Willie Smith    | 1953 | 188  | 77   |
| 9  | Stati Uniti (bandiera) | A     | Mel Bennett     | 1955 | 201  | 91   |
| 14 | Stati Uniti (bandiera) | G     | Ricky Sobers    | 1953 | 191  | 90   |
| 21 | Stati Uniti (bandiera) | GA    | Johnny Neumann  | 1951 | 198  | 91   |
| 23 | Stati Uniti (bandiera) | G     | John Williamson | 1951 | 188  | 84   |
| 24 | Stati Uniti (bandiera) | A     | Steve Green     | 1953 | 201  | 100  |
| 30 | Stati Uniti (bandiera) | GA    | Bob Carrington  | 1953 | 198  | 88   |
| 32 | Stati Uniti (bandiera) | AC    | Dan Roundfield  | 1953 | 203  | 93   |
| 40 | Stati Uniti (bandiera) | AC    | James Edwards   | 1955 | 213  | 102  |
| 40 | Stati Uniti (bandiera) | AC    | Dave Robisch    | 1949 | 208  | 107  |
| 41 | Stati Uniti (bandiera) | AC    | Len Elmore      | 1952 | 206  | 100  |
| 42 | Stati Uniti (bandiera) | AC    | Mike Bantom     | 1951 | 206  | 91   |
| 43 | Stati Uniti (bandiera) | GA    | Earl Tatum      | 1953 | 196  | 84   |
| 44 | Stati Uniti (bandiera) | G     | Mike Flynn      | 1953 | 188  | 82   |

## Staff tecnico
- Allenatore: Slick Leonard
- Vice-allenatore: Jerry Oliver
- Preparatore atletico: David Craig